# Anubias barteri
Anubias barteri là một loài thực vật có hoa trong họ Ráy (Araceae). Loài này được Schott mô tả khoa học đầu tiên năm 1860.

## Hình ảnh

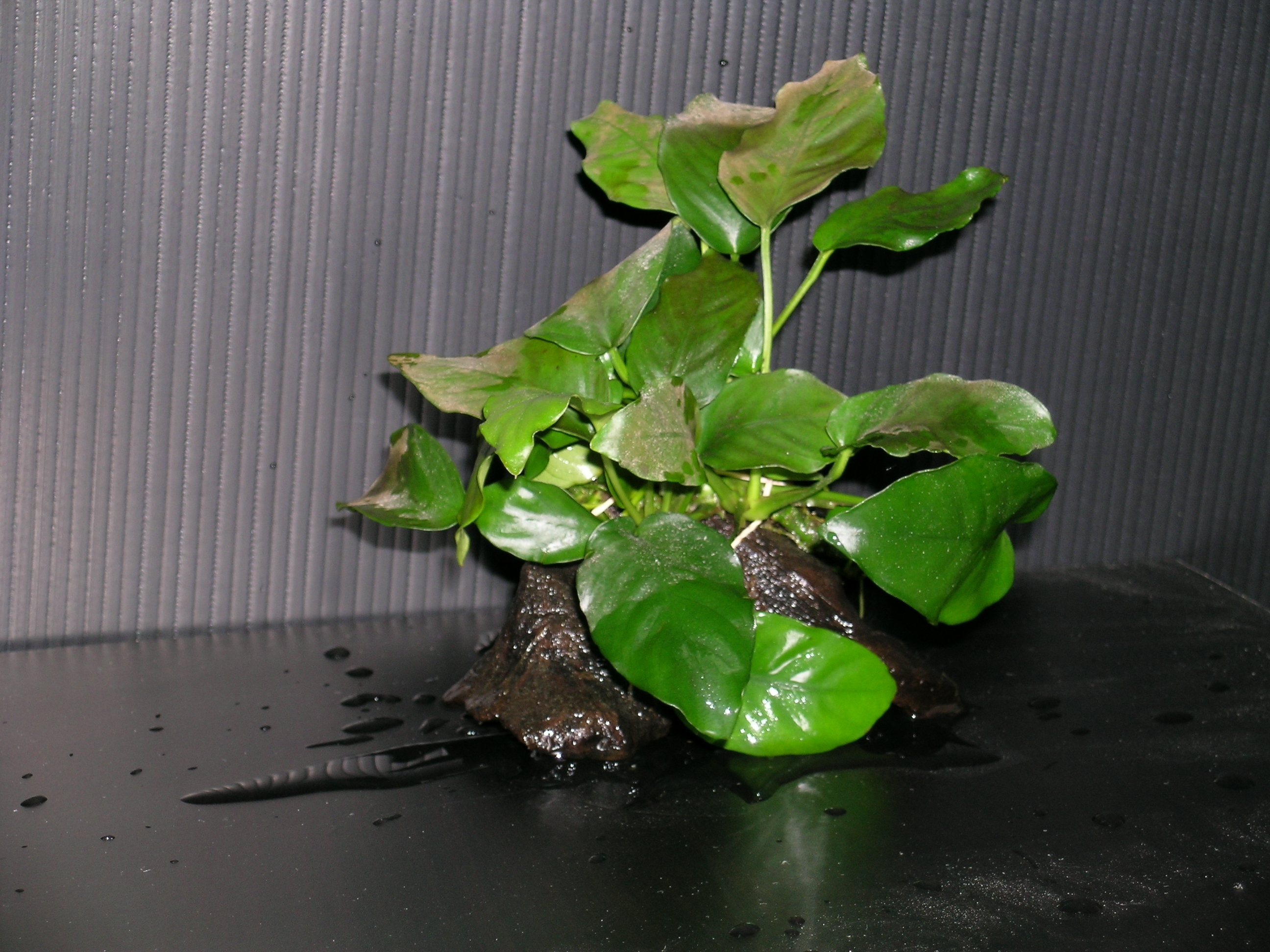
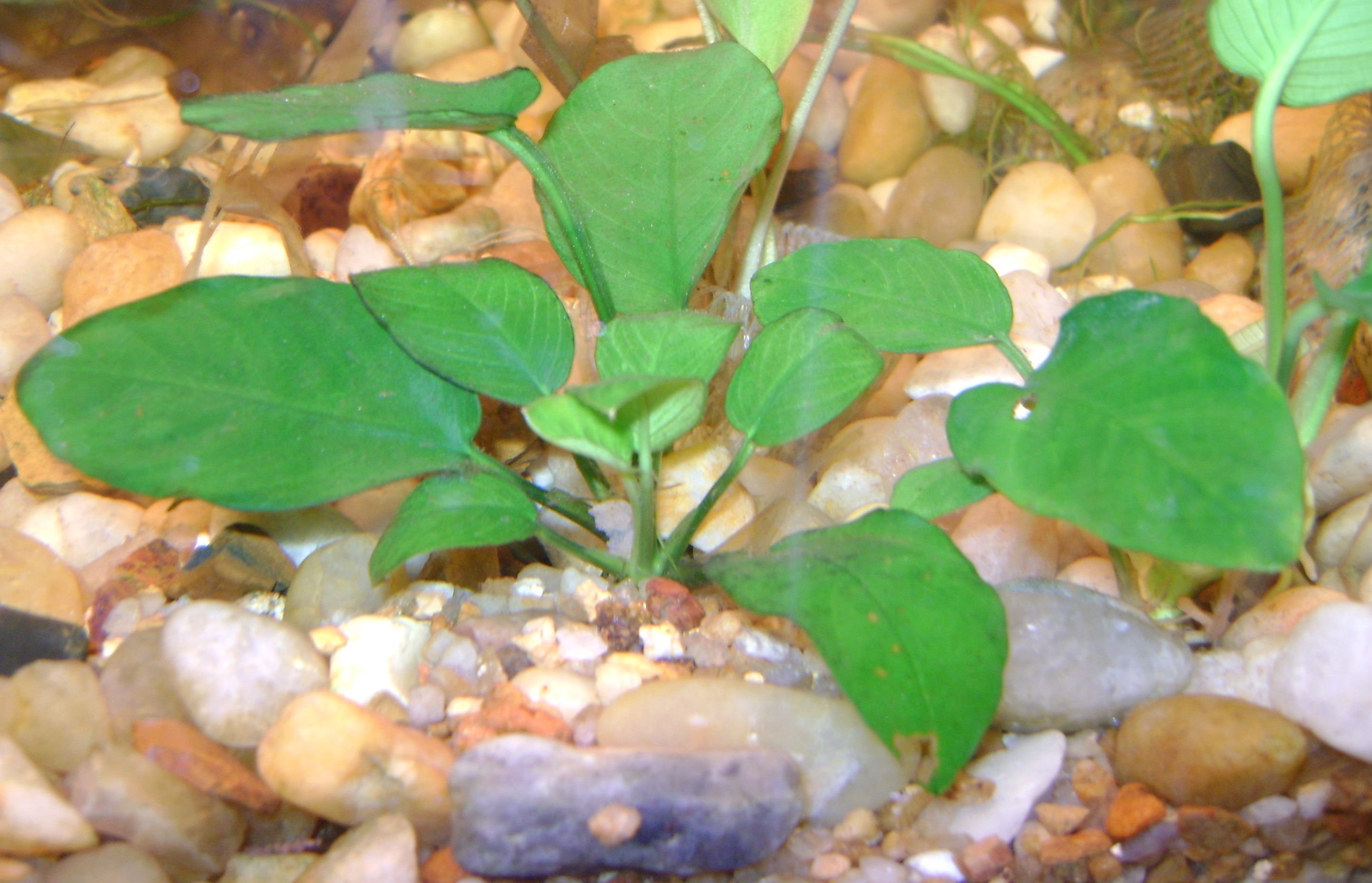
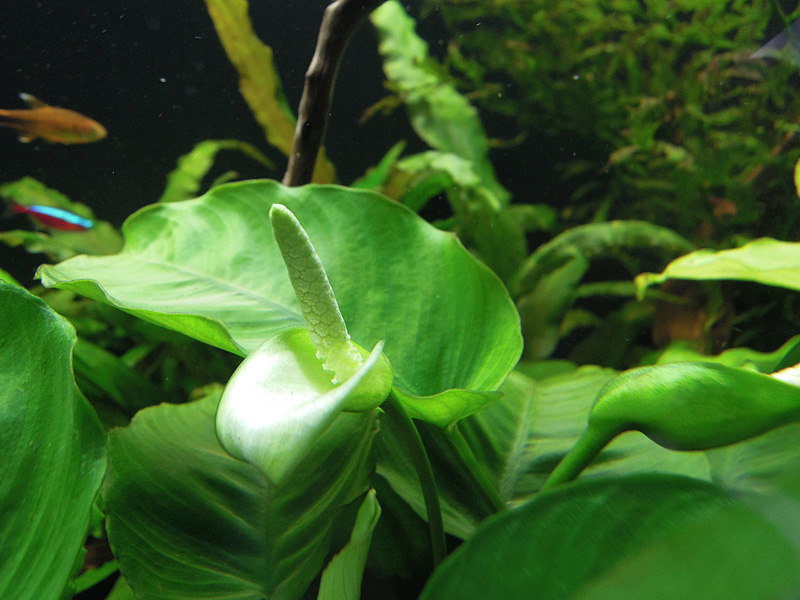
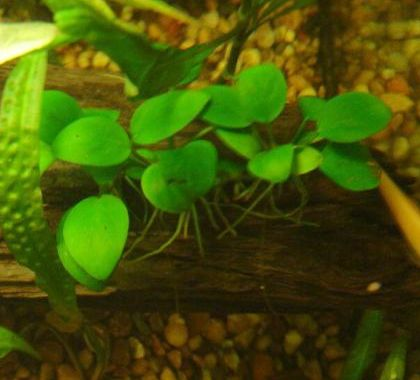